# Antonio Castro Leal
Antonio Castro Leal (San Luis Potosí, 2 de marzo de 1896 - 7 de enero de 1981) fue un abogado, escritor y rector mexicano de la Universidad Nacional de México.

## Preparación académica
Estudió en la Escuela Nacional Preparatoria a la cual ingresó en 1907. Posteriormente obtuvo su título universitario como abogado en la Escuela Nacional de Jurisprudencia. También obtuvo el grado de doctor en derecho por la Universidad Nacional de México y el de doctor en filosofía por la Universidad de Georgetown, en Washington D. C.

## Principales nombramientos y honores
En 1915 formó parte del grupo llamado "Los Siete Sabios" con un grupo de amigos: Alberto Vásquez del Mercado, Alfonso Caso, Manuel Gómez Morín, Vicente Lombardo Toledano, Teófilo Olea y Leyva y Jesús Moreno Baca. Este grupo continuó la renovación cultural iniciada por el Ateneo de la Juventud Mexicana.
Fue académico de la Escuela Nacional Preparatoria, de la Escuela Nacional de Jurisprudencia y de la Escuela Nacional de Altos Estudios. Fue el último rector de la Universidad Nacional de México, antes de la autonomía universitaria (1929), su periodo abarcó del 9 de diciembre de 1928 al 21 de junio de 1929. Fue director del Instituto Nacional de Bellas Artes en 1934, en el año en que se inauguró el Palacio de Bellas Artes en la Ciudad de México. Fue miembro de El Colegio Nacional desde el 9 de agosto de 1948.
Fue representante de la Secretaría de Gobernación y director de Supervisión Cinematográfica de 1945 a 1949. 
Fue embajador ante la Unesco de 1949 a 1952 así como miembro del consejo directivo de 1949 a 1954. Fue precursor para la fundación en Pátzcuaro del Centro de Educación Fundamental de Adultos para la América Latina.  De 1950 a 1952 fue presidente de la Comisión de Monumentos y Sitios Arqueológicos de la Unesco.  De 1952 a 1955 fue presidente de la Sociedad de Críticos de Arte, correspondiente de la de París.
El 11 de julio de 1953 ingresó a la Academia Mexicana de la Lengua como miembro numerario y ocupó la silla XX. Fue coordinador de Humanidades de la UNAM de 1952 a 1954. Fue elegido diputado al Congreso de la Unión durante el período de 1958 a 1961. Ingresó de la Academia Mexicana de Derecho Internacional el 18 de agosto de 1962. Paralelamente fue director de Cursos Temporales de la UNAM y Cursos de Extensión Universitaria en San Antonio, Texas de 1955 a 1963.
Una secundaria en Cuajimalpa de Morelos lleva el nombre de "Antonio Castro Leal".

## El conflicto en la UNAM
Durante su rectorado en la entonces Universidad Nacional de México tuvo lugar un conflicto en la Facultad de Derecho donde se originó una huelga estudiantil, cuando las autoridades pretendían regular los exámenes, misma que fue apoyada por la Confederación Estudiantil Mexicana, que tenía representación en todas las escuelas del Distrito Federal y que contaba con un gran apoyo en todo el país. El gobierno, ante la posibilidad de que este movimiento fuera utilizado en pro de la campaña de José Vasconcelos, intervino por medio de Manuel Puig Casauranc. A él le fueron entregadas las peticiones estudiantiles, a las que el presidente Emilio Portes Gil contestó disponiendo de una nueva ley universitaria proponiendo su autonomía para arreglar el conflicto. El 19 de junio de 1929, días antes de la promulgación de la nueva ley, se aceptó la renuncia del rector Antonio Castro Leal.
En 1952 recibió el doctorado honoris causa por la UNAM, junto con Hans Kelsen y Juan Ramón Jiménez.

## Publicaciones
(Ésta es una lista incompleta.)
- Las cien mejores poesías líricas mexicanas (ed. con Manuel Toussaint y Alberto Vásquez del Mercado) (1914)
- El problema de la Iglesia en México (panfleto) (1926)
- Las cien mejores poesías mexicanas (ed.) (1935)
- Juan Ruiz de Alarcón. Ingenio y sabiduría (1939)
- Veinte siglos de arte mexicano - (introd.) (1940)
- Revista de literatura mexicana (1940-1941)
- El libro de oro del cine mexicano (coord.) (1948) (ed. Comisión Nacional de Cinematografía, México, D.F.)
- Las dos partes del Quijote (1949)
- La poesía mexicana moderna (1953)
- Una historia del siglo XX (1955)
- Las ideas de Salvador Díaz Mirón (1956)
- La novela de la Revolución mexicana (1958-1960)
- El laurel de San Lorenzo (1959)
- Un mensaje a la América Latina y una elegía por España (poema) (1960)
- Alejandro de Humboldt y el arte prehispánico (1962)
- El Primer Congreso Internacional de Americanistas (1963)
- El pensamiento musical de Carlos Chávez (1963)
- La novela del México colonial (1964)
- Luis G. Urbina (1964)
- Las tragedias de Shakespeare (1965)
- Thoreau y su discípulo Cassius Clay (1967)
- ¿A dónde va México? Reflexiones sobre nuestra historia contemporánea (1968)
- Hombres e ideas de nuestro tiempo (1969)
- Díaz Mirón, su vida y su obra (1970)
- El español, instrumento de una cultura (1970)
- La poesía de Manuel José Othón (1971)
- El imperialismo andaluz y otras historias (1984)

### Su labor como traductor
Castro Leal tradujo, para el Fondo de Cultura Económica, el libro Introduction to Economics de Maurice Herbert Dobb.